# Woodend, Victoria

Woodend är en småstad med cirka 3 000 invånare i den australiska delstaten Victoria, cirka 67 km norr om Melbourne. Den är belägen strax intill bergskedjan Macedon Ranges, 7 kilometer från den kända turistattraktionen The Hanging Rock, som varje år lockar 100 000 besökare.
Den fascinerande klippformationen Hanging Rock blev (ö)känd genom en roman av Joan Lindsay, Utflykt i det okända ("Picnic at Hanging Rock"), från 1967, vilken 1975 filmatiserades av den australiske regissören Peter Weir. I romanens och filmens handling försvinner tre elever och en lärarinna från flickskoleinternatet Appleyard College spårlöst vid en bestigning av Hanging Rock på Valentinsdagen 1900. Joan Lindsay hävdade att hennes bok var inspirerad av en verklig händelse, men några konkreta bevis för att så skulle vara fallet har ännu inte påträffats i arkivhandlingar.